# Massiccio del monte Cayley
Il massiccio del monte Cayley (in inglese Mount Cayley massif) è un gruppo montuoso nelle Montagne del Pacifico del sud-ovest della Columbia Britannica, in Canada. Situato a 45 km a nord di Squamish e 24 a ovest di Whistler, il massiccio si trova ai margini del campo di ghiaccio del monte Powder. Consiste in un stratovulcano eroso ma potenzialmente attivo che domina le valli fluviali del Cheakamus e dello Squamish. Tutte le cime principali hanno elevazioni maggiori di 2.000 m, con il monte Cayley che è la più alta con i suoi 2.385 m s.l.m. L'area circostante è stata abitata da nativi americani per più di 7.000 anni, mentre l'esplorazione geotermica ha avuto luogo lì negli ultimi quattro decenni.
In quanto parte della cintura vulcanica Garibaldi, il massiccio del monte Cayley si originò per via del vulcanesimo della zona di subduzione lungo il margine occidentale del Nord America. L'attività eruttiva cominciò circa 4.000.000 di anni fa e da allora sperimentò tre fasi di crescita, le prime due delle quali culminarono con la conformazione della maggioranza del massiccio. L'ultimo periodo eruttivo si verificò negli ultimi 400.000 anni con una minore attività che è proseguita fino ai giorni nostri.
È probabile che future eruzioni minaccino le comunità vicine per via dei flussi piroclastici e di lahar (ovvero un insieme di fango, frane e flussi di detriti). Per monitorare questa minaccia, il vulcano e i suoi dintorni sono monitorati dalla Commissione geologica canadese (Geological Survey of Canada o, in acronimo, GSC). L'impatto dell'eruzione sarebbe in gran parte il risultato della concentrazione di infrastrutture vulnerabili nelle valli vicine.

## Geografia e geologia
Il massiccio giace nel mezzo di una zona di vulcanismo lungo un asse nord-sud chiamata campo vulcanico del monte Cayley. Questo consiste prevalentemente di vulcani che si formarono subglacialmente durante il Pleistocene superiore, come il Pali Dome, lo Slag Hill, il monte Ring e l'Ember Ridge, ma l'attività proseguì a Pali Dome e Slag Hill nell'Olocene. Il campo vulcanico del monte Cayley rientra nella cintura vulcanica Garibaldi, a sua volta inclusa a settentrione dell'arco vulcanico delle Cascate. Il vulcanismo dell'arco delle Cascate è in gran parte il risultato dello scivolamento della placca di Juan de Fuca sotto quella nordamericana nella zona di subduzione della Cascadia.
Tre cime principali comprendono il massiccio, di cui il maggiore e più settentrionale è il monte Cayley, con un'altezza di 2.385 m. Il suo fianco nord-orientale confina con l'estremità meridionale del campo di ghiaccio del monte Powder. Le dimensioni del ghiacciaio ammontano a 9x5 km e che questo tende leggermente a nord-ovest. A sud-ovest del monte Cayley si trova il Pyroclastic Peak, una cima alta 2.341 m, ovvero una cresta sommitale frastagliata di molti sottili pinnacoli rocciosi, il maggiore dei quali è noto come Vulcan's Thumb. Il Wizard Peak, con i suoi 2.240 m, è localizzato a est del Pyroclastic Peak ed è il minore delle tre cime principali.
Come ogni stratovulcano, il massiccio del monte Cayley è costituito da lava solidificata e cenere dovuta a passate eruzioni vulcaniche. Prevalentemente dacitico nella composizione, anche se non manca della riodacite, le percentuali dei minerali originali e odierne rimangono incerte. Il volume originario potrebbe essere pari a 13 km³, ma da allora l'erosione lo ha ridotto a falesie erose dai ghiacciai: il vulcano moderno si estende per circa 8 km³ ed è solo una modesta frazione della sua produzione totale di prodotti eruttivi silicici. Immediatamente sopra la valle del torrente Turbid si erge una parete rocciosa quasi verticale alta più di 500 m. Per quanto riguarda i corsi d'acqua, i torrenti Turbid, Dusty, Avalanche e Shovelnose scorrono dalle pendici del massiccio e sono stati talvolta responsabili di alcuni smottamenti.
Il profilo sismico profondo tra i 12,5 e i 13 km sotto il massiccio ha identificato un grande punto luminoso, un riflettore interpretato come una camera magmatica in parte compresa nella crosta o un corpo di roccia incandescente. Alcuni segnali luminosi simili sono stati identificati sotto i vulcani della zona di subduzione in Giappone.

## Storia geologica
Il complesso montuoso sperimentò sporadicamente eruzioni vulcaniche negli ultimi 4.000.000 di anni, rendendolo uno dei centri eruttivi più attivi nella fascia vulcanica Garibaldi. Sono state identificate tre fasi eruttive primarie nella storia del massiccio. Gli avvenimenti principali che hanno riguardato il monte Cayley e il Vulcan's Thumb si verificarono tra 4.000.000 e 600.000 anni fa, con la costruzione dello stratovulcano e duomi di lava. Seguì un periodo di quiescenza di 300.000 anni, durante il quale l'erosione prolungata distrusse gran parte della struttura vulcanica originale. Questa fu seguita dalla terza e ultima fase Shovelnose circa 300.000-200.000 anni fa, con la formazione di duomi e flussi di lava secondari. Sebbene una delle cupole Shovelnose risalga secondo la datazione al potassio-argon a 310.000 anni fa, questa data potrebbe risultare fallace per via dell'eccesso di argon. Le rocce del ciclo Shovelnose potrebbero essere molto più giovani, con forse meno di 15.000 anni.
Le eruzioni durante i tre cicli generarono rocce vulcaniche di composizione felsica e intermedia, incluse andesite, dacite e riodacite. La mancanza di prove di glaciovulcanesimo nel massiccio del monte Cayley implica che tutte le fasi eruttive molto probabilmente ebbero luogo prima del periodo glaciale. Si tratta di una circostanza piuttosto insolita, se si considera che molti vulcani vicini ospitano abbondanti quantità di vetro vulcanico e fessurazioni colonnari dovute al contatto con il ghiaccio durante le eruzioni nei periodi più freddi.
L'attività vulcanica del massiccio di 4.000.000 anni fa avvenne a causa di spostamenti nella tettonica delle placche. Ciò comportò la separazione delle placche Explorer e Juan de Fuca al largo della costa della Columbia Britannica, evento non senza conseguenze nell'evoluzione geologica regionale. Dopo che questa fase cessò, il vulcanismo si spostò verso ovest dalla cintura vulcanica di Pemberton, dando vita al più giovane e attualmente attivo della cintura vulcanica Garibaldi. Lo spostamento verso ovest del vulcanismo potrebbe essere stato correlato all'inclinazione dello slab (porzioni di placca in subduzione) di Juan de Fuca dopo la formazione della placca Explorer.

### Ciclo eruttivo del monte Cayley

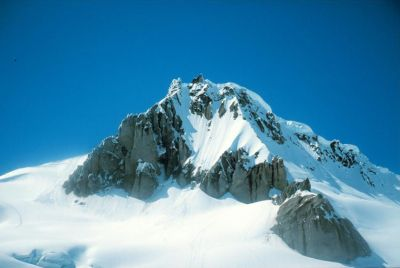
Il monte Cayley visto da sud-est, con brecce di colore chiaro tagliata da una spina centrale di dacite la quale compone la cresta sommitale

Il primo ciclo del monte Cayley si caratterizzò per via di colate laviche felsiche e rocce piroclastiche su un basamento cristallino. Il vulcanismo iniziale formò un prisma sudoccidentale intrusivo di flussi di dacite e tefra tagliati da diversi dicchi e stratificazioni. Queste rocce sono state alterate idrotermicamente a vari livelli, presentandosi di colore giallo chiaro o rosso e risultando ben visibili sulle imponenti creste sud-occidentali del massiccio.
L'attività successiva ha depositato una serie di massicci flussi di dacite fino a 150 m di spessore, che formano la sommità e il pendio settentrionale del Wizard Peak. Il ciclo del monte Cayley culminò con la costituzione di una cupola centrale a spina che forma la stretta cresta frastagliata della sommità del monte Cayley. Questo edificio è costituito da dacite intrusiva.

### Ciclo di Vulcan's Thumb
Il successivo periodo eruttivo, detto ciclo di Vulcan's Thumb, culminò con la costruzione un edificio sul versante sud-occidentale dello stratovulcano ancestrale del monte Cayley. Iniziato con l'eruzione di massicci flussi di dacite e blocchi di breccia agglutinati su basamenti e rocce vulcaniche più antiche del ciclo del monte Cayley, queste rocce appaiono oggi parzialmente su una cresta a sud di Wizard Peak e comprendono i prominenti pinnacoli della cresta sommitale del Pyroclastic Peak, incluso il Vulcan's Thumb.
L'attività successiva generò un blocco di tefra non o poco consolidata a sud-ovest largo 1 km e lungo 4. La tefra si componeva di frammenti di cenere e lapilli pesantemente erosi e responsabili della formazione di agglomerati rocciosi e creste verticali. Il vulcanismo ha altresì depositato una spessa sequenza di 130 m di blocchi di breccia dacitica e di tufo tra Wizard Peak e il monte Cayley.

### Ciclo di Shovelnose
L'attività vulcanica del ciclo finale di Shovelnose vide l'eruzione di due duomi di lava ai margini est e sud-est del massiccio del monte Cayley, nell'alta valle del torrente Shovelnose. La cupola di dacite sudorientale ospita oggi 400 metri di alte scogliere di fessurazioni colonnari di piccolo diametro e fu la fonte di un flusso di dacite lungo 5 km che si estende lungo le valli dei torrenti Shovelnose e Turbid, fino al fiume Squamish. Il duomo di lava orientale sorge su blocchi di tefra sovrastanti rocce oggi non visibili sulla superficie esterna ed è costituito da una massa articolata colonnare dai fianchi ripidi di dacite.

### Attività recente
Malgrado non siano note eruzioni del massiccio in epoca storica, un'attività vulcanica su bassa scala prosegue tuttora. Dal 1985 nelle vicinanze si sono registrati dei terremoti poco profondi e le valli dei torrenti Shovelnose e Turbid ospitano rispettivamente due e tre sorgenti calde. Pertanto, la Commissione geologica canadese considera il massiccio un vulcano potenzialmente attivo. Si registrano in loco temperature comprese tra 18 e 40 °C.
L'esistenza di sorgenti termali indica che il calore magmatico è ancora presente. Vasti depositi di tufo e sedimenti fluviali si rinvengono presso le principali sorgenti termali, mentre il rosso brillante ferruginoso ocra deriva da diverse infiltrazioni fredde nelle vicinanze. Le sorgenti si posizionano attorno alle cupole di dacite e agli argini generati durante il ciclo di 	Vulcan's Thumb.

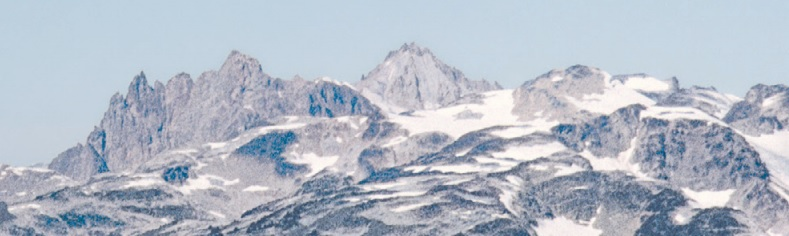
Veduta panoramica del massiccio del monte Cayley con Pyroclastic Peak a sinistra e il monte Cayley al centro da ovest

### Cronologia delle frane
Perché il massiccio del monte Cayley è ricco di depositi piroclastici prossimali grossolani, alcuni dei quali alterati idrotermicamente, esso appare particolarmente soggetto a cedimenti del pendio e valanghe di detriti. Almeno tre di queste ultime si verificarono dal versante occidentale negli ultimi 10.000 anni, che bloccarono il fiume Squamish e formarono laghi temporanei a monte. Il primo e più grande evento circa 4.800 anni fa originò un nubifragio di detriti tra i 200.000.000 e i 300.000.000 m³ riversatisi lungo il fiume Squamish. Una sequenza spessa tra i 0,5 e i 40 cm di limo, sabbie e ciottoli intercalati nel ventaglio di detriti suggerisce che potrebbe essere il prodotto di due grandi valanghe di detriti ravvicinate piuttosto che un singolo evento. Un'altra ingente valanga di detriti circa 1.100 anni fa depositò materiale immediatamente a monte della foce del torrente Turbid. Il terzo ciclo seguì circa 500 anni fa, quando piovve un miscuglio di ghiaia, sabbia e sedimenti fini, mal selezionato, senza riferimenti alla sua origine, lungo il Turbid Creek: si trattò della più piccola delle tre principali valanghe di detriti avvenute prima della scoperta dell'America. La mancanza di un orizzonte pedologico organico e del paleosuolo tra le due unità implica che molto probabilmente rappresentano ondate separate all'interno dello stesso evento valanghe di detriti.
In epoca storica si sono verificate almeno tre valanghe di detriti su piccola scala. Una frana vasta 5.000.000 m³ ebbe luogo nel 1963 con il cedimento di un massiccio blocco vulcanico costituito da brecce di tufo scarsamente consolidate e dacite a snodo colonnare. La massa scivolò nel torrente Dusty, dove si frammentò in fretta in un aggregato per poi viaggiare all'incirca 1 km a valle, dove fluì nella valle più ampia e piatta del torrente Turbid per un ulteriore migliaio di metri. Entrambi i corsi d'acqua furono arginati per via dell'accaduto, con conseguente creazione di laghi che alla fine esondarono e distrussero la barriera naturale per produrre inondazioni e, forse, colate detritiche, le quali a loro volta travolsero il fiume Turbid ben oltre il culmine della frana. Nel giugno 1984, una grande frana e una colata di detriti esplosero per via del crollo di 3.200.000 m³ alla sorgente del torrente Avalanche. La colata detritica lambì la foce del torrente Turbid, dove distrusse un ponte stradale e bloccò il fiume Squamish, introducendo enormi quantità di sedimenti. Un terzo evento di grossa portata ebbe luogo lungo il torrente Turbid nel giugno 2014 e coinvolse una colata detritica che rimosse parte dell'odierna Squamish River Forest Service Road.

## Storia umana
L'area fu abitata dalle Prime nazioni per migliaia di anni; sia il massiccio del monte Cayley che lo stratovulcano Black Tusk sul lato opposto della valle del fiume Cheakamus venivano chiamati tak'takmu'yin tl' a in7in'axa7en dal popolo Squamish. Nella loro lingua, il termine significava "Approdo dell'uccello del tuono". L'Uccello del tuono è una creatura leggendaria nella storia e nella cultura dei nativi americani. Secondo la leggenda, quando l'uccello sbatteva le ali, si generava un tuono e dai suoi occhi usciva un fulmine. Il massiccio del monte Cayley e il Black Tusk venivano considerati sacri dagli Squamish, svolgendo un ruolo culturale importante nella loro storia. I mirtilli di montagna (Vaccinium membranaceum), quelli canadesi (Vaccinium myrtilloides) e quelli a foglie ovali (Vaccinium ovalifolium) erano un alimento essenziale nella dieta del popolo Squamish, erano raccolti in grandi campi di bacche su e vicino il massiccio. La riodacite vetrosa rinvenuta in piccoli affioramenti sui pendii costituiva un terreno di caccia alle capre di montagna e il rifugio roccioso di Elaho è stato ritenuto attivo tra 8.000 e 100 anni fa circa. La riodacite di Cayley appare solo nelle parti settentrionali del territorio della riserva degli Squamish, istituita nel 1923.

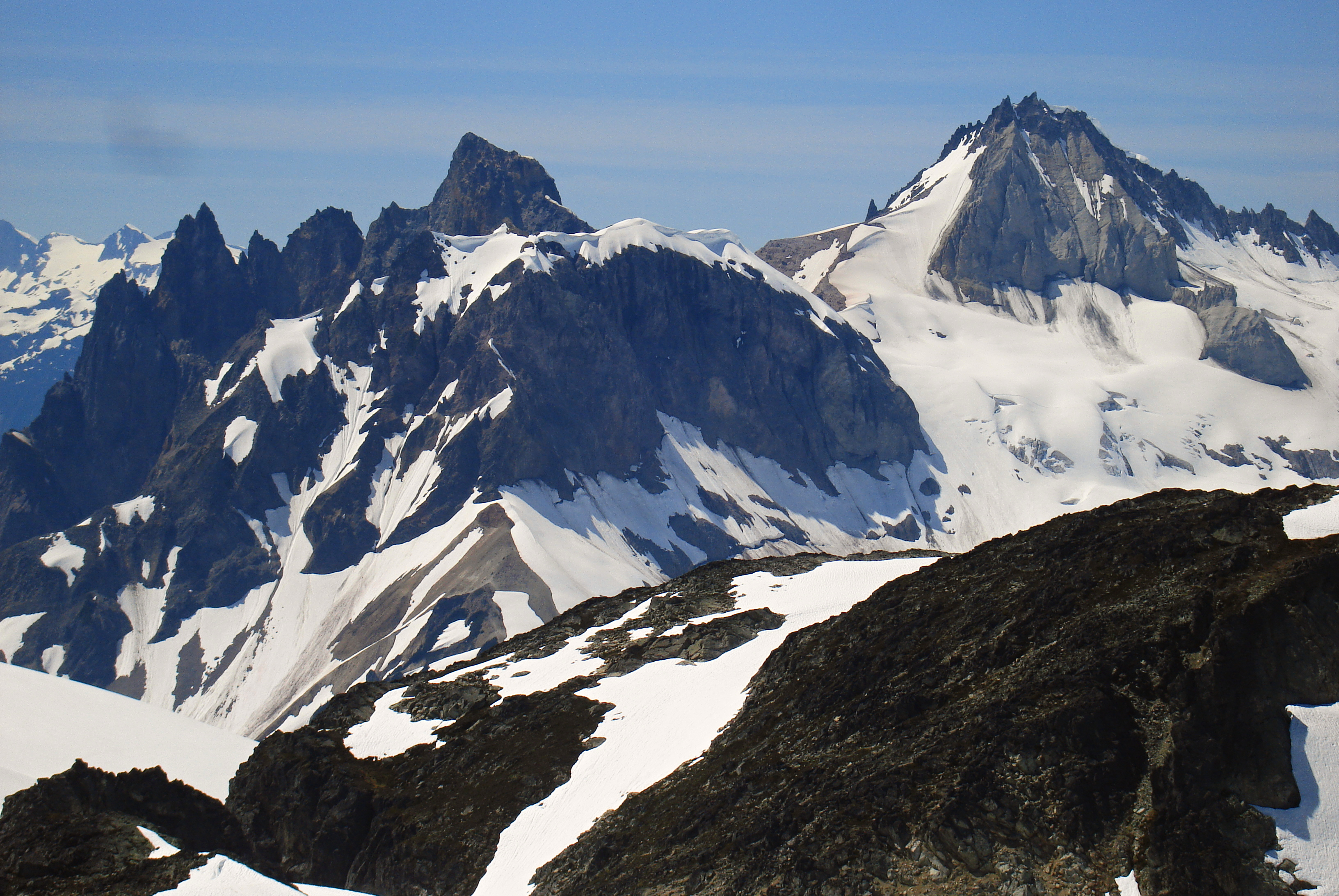
Il massiccio del monte Cayley visto da est

Non avvenne alcuna prima salita del massiccio fino al luglio 1928, quando un gruppo di membri del club alpino del Canada, composto dagli alpinisti R.E. Knight, W.G. Wheatley, E.C. Brooks, T. Fyles e B. Clegg, raggiunsero il monte Cayley. Fyles presentò il nome ipotizzato per il monte al governo della Columbia Britannica nel settembre 1928 in onore di Beverley Cochrane Cayley, un alpinista e amico di quelli della spedizione alpinistica morti nel giugno di quell'anno. Il nome divenne ufficiale il 2 aprile 1929 e le fotografie della vetta furono pubblicate con la descrizione di Fyles della prima salita nel 1931 sul ventesimo volume del Canadian Alpine Journal.
Il massiccio venne studiato come potenziale risorsa dal punto di vista geotermico almeno dalla fine degli anni '70. L'esplorazione geotermica del Ministero delle Risorse Naturali del Canada cominciò nel 1977, con la perforazione di due pozzi poco profondi sul lato ovest del massiccio per l'osservazione della temperatura. Da questo lavoro, sono stati ottenuti alti valori sul gradiente geotermico tra i 51 e i 65 millikelvin per metro. Ulteriori perforazioni a est e ovest lati del massiccio nel 1980-1982 da Nevin Sadlier-Brown Goodbrand Limited per conto della Commissione geologica canadese mostrarono gradienti geotermici che oscillano tra i 45 e i 95 millikelvin per metro. Nel 2002, BC Hydro pubblicò un rapporto che identificava 16 potenziali siti geotermici in tutta la Columbia Britannica: essa vedeva il massiccio del monte Cayley come uno dei sei siti con il più alto potenziale di sviluppo commerciale. Si rintraccia un potenziale "promettente" per una centrale geotermica da 100 megawatt presso il vulcano, ma il terreno difficile rende lo sviluppo difficile e costoso. Anche la fonte di calore deve ancora essere confermata attraverso la perforazione profonda.

## Minacce
Malgrado il massiccio del monte Cayley sia attualmente tranquillo, rappresenta ancora potenziali pericoli per le città vicine, nonché per il disboscamento e le aree ricreative. I dati sismici della Commissione geologica canadese suggeriscono che il vulcano contiene ancora magma, indicando una possibile futura attività eruttiva e pericoli vulcanici associati, quali le frane. Uno scenario di eruzione per il vulcano è stato organizzato dagli studiosi della Commissione nel 2000, allo scopo di mostrare come il Canada occidentale risulti vulnerabile a un tale evento. Essi hanno basato lo scenario sull'attività passata nella cintura vulcanica Garibaldi e coinvolsero sia esplosioni che effusioni. Lo scenario fu descritto e pubblicato nel 2003 come pubblicazione scientifica con il titolo di Natural Hazards.
Se l'attività eruttiva dovesse riprendere, gli scienziati sarebbero probabilmente in grado di rilevare un aumento della sismicità mentre il magma si fa strada attraverso la crosta. L'abbondanza di attività sismica e la sensibilità della Canadian National Sismograph Network esistente in quest'area allerterebbero la Commissione geologica canadese e, probabilmente, richiederebbero un'intensa serie di monitoraggio. Man mano che il magma si avvicinerebbe alla superficie, appare probabile che la camera magmatica si possa espandere di dimensione e che la superficie inizi a presentare delle fratture, causando un forte aumento del vigore nelle sorgenti calde e la comparsa di nuove sorgenti o fumarole. Potrebbero verificarsi frane minori e possibilmente grandi che potrebbero bloccare temporaneamente il fiume Squamish, come è successo in passato senza scosse sismiche e deformazioni legate all'intrusione. Alla fine il magma vicino alla superficie può causare esplosioni freatiche e colate detritiche. A quel punto, la Highway 99 dovrebbe andare chiusa, Squamish dovrebbe essere evacuata e così anche Whistler.

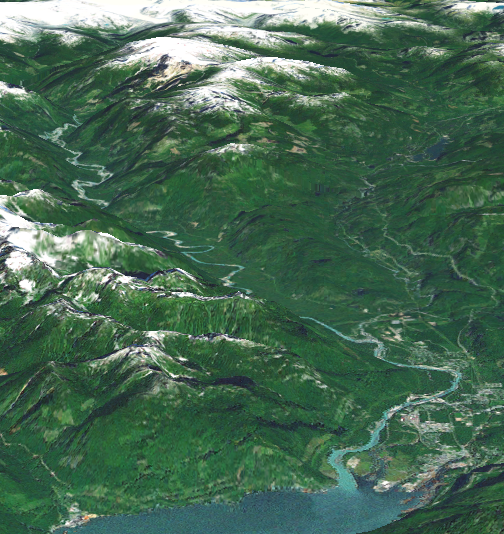
Immagini del NASA World Wind che mostrano la valle di Cheakamus a destra e la valle di Squamish a sinistra a monte. Il massiccio del monte Cayley si trova sul versante superiore sinistro della dorsale montuosa tra le due valli. Lo Squamish è nell'angolo in basso a destra dell'immagine

In caso di eruzione esplosiva, una colonna eruttiva potrebbe raggiungere i 20 km in altezza e rimanere in tale stato per 12 ore. Il traffico aereo sarebbe deviato dall'area e tutti gli aeroporti nei dintorni potrebbero essere chiusi, in particolare quelli di Vancouver, Victoria, Kamloops, Principe George e Seattle. Al di sopra dell'area di sfiato, il materiale del pennacchio dell'eruzione collasserebbe per formare flussi piroclastici e scorrerebbe a est e a ovest nello Squamish e valli di Cheakamus. Questi scioglierebbero rapidamente neve e ghiaccio nell'area della vetta, generando colate detritiche che potrebbero raggiungere Squamish e Daisy Lake, danneggiando molte infrastrutture. Pesanti cadute di cenere si verificherebbero nell'area di Vancouver, nella valle di Fraser, Bellingham, Kamloops, Whistler e Pemberton. La cenere potrebbe danneggiare le linee elettriche e di comunicazione e le antenne paraboliche, oltre a computer e altre apparecchiature elettriche; anche comunicazioni telefoniche, radio, cellulari e satellitari ne risentirebbero. Le strutture deboli potrebbero crollare sotto il peso della cenere ed è plausibile che il pennacchio dell'eruzione si sparga spargersi per gran parte della costa occidentale da Seattle ad Anchorage, causando la chiusura di numerosi aeroporti e la deviazione o la cancellazione di tutti i voli locali. La migrazione verso est del pennacchio interromperebbe il traffico aereo in tutto il Canada da Alberta a Terranova e Labrador. La cenere proveniente da ulteriori attività esplosive minori potrebbe continuare a cadere leggermente ma in modo persistente nell'area di Whistler-Pemberton, seguita da settimane di crescita della cupola di lava viscosa punteggiata da piccole esplosioni. Le esplosioni genererebbero alti pennacchi tra i 10 e i 15 km, piccoli flussi piroclastici nelle valli Squamish e Cheakamus e pennacchi di cenere a nord ed est.
Le esplosioni potrebbero cessare ed essere rimpiazzate dalla crescita lenta e continua di una cupola di lava nel nuovo cratere. Quando quest'ultima si fosse solidificata, si potrebbero generare frane e un voluminoso strato di ghiaione nella valle di Squamish. Man mano che il duomo di lava si spargerebbe, densi flussi piroclastici potrebbero riversarsi nelle valli di Squamish e Cheakamus. La cenere eluita dai flussi piroclastici formerebbe pennacchi alti fino a 10 km, precipitando nuovamente sotto forma di cenere su Pemberton e Whistler e causando interruzioni al traffico aereo locale. Difficilmente il duomo potrebbe produrre piccole esplosioni, pennacchi di cenere e flussi piroclastici. Squamish rimarrebbe evacuata, l'Highway 99 chiusa e il viaggio tra Whistler/Pemberton e Vancouver sarebbe reso molto più lungo, dovendosi spingere verso est.
L'attività eruttiva stessa potrebbe andare avanti per anni, seguita da una fase di declino dell'attività secondaria. La lava di raffreddamento scheggerebbe a intermittenza sezioni per produrre flussi piroclastici. Il materiale frammentario sui pendii e nelle valli verrebbe periodicamente rimobilizzato in colate detritiche. Dovrebbe essere realizzata una significativa mitigazione strutturale per recuperare l'uso del corridoio dell'autostrada e dell'area di Squamish.